# Mittelmeerspiele 2018/Fechten
Die Wettbewerbe im Fechten der Mittelmeerspiele 2018 fanden am 24. und 25. Juni 2018 im La Selva del Camp Pavilion in La Selva del Camp, Spanien statt.

## Ergebnisse Männer

### Degen
| Platz | Athlet          | Land |
| ----- | --------------- | ---- |
| 1     | Yulen Pereira   | ESP  |
| 2     | Romain Canonne  | FRA  |
| 3     | Aymerick Gally  | FRA  |
| 3     | Houssam El Kord | MAR  |

Datum: 24. Juni 2018

## Ergebnisse Frauen

### Florett
| Platz | Athletin              | Land |
| ----- | --------------------- | ---- |
| 1     | Inès Boubakri         | TUN  |
| 2     | Valentina De Costanzo | ITA  |
| 3     | Jéromine Mpah-Njanga  | FRA  |
| 3     | Julie Mienville       | FRA  |

Datum: 24. Juni 2018

### Degen
| Platz | Athletin                       | Land |
| ----- | ------------------------------ | ---- |
| 1     | Roberta Marzani                | ITA  |
| 2     | Joséphine Jacques-André-Coquin | FRA  |
| 3     | Nicol Foietta                  | ITA  |
| 3     | Lauren Rembi                   | FRA  |

Datum: 25. Juni 2018

### Säbel
| Platz | Athletin               | Land |
| ----- | ---------------------- | ---- |
| 1     | Azza Besbes            | TUN  |
| 2     | Sofia Ciaraglia        | ITA  |
| 3     | Lucía Martín-Portugués | ESP  |
| 3     | Despina Georgiadou     | GRE  |

Datum: 25. Juni 2018

## Medaillenspiegel
| Platz | Land         | Gold | Silber | Bronze | Gesamt |
| ----- | ------------ | ---- | ------ | ------ | ------ |
| 01    | Tunesien     | 2    | —      | —      | 2      |
| 02    | Italien      | 1    | 2      | 1      | 4      |
| 03    | Spanien      | 1    | —      | 1      | 2      |
| 04    | Frankreich   | —    | 2      | 4      | 6      |
| 05    | Griechenland | —    | —      | 1      | 1      |
| 0     | Marokko      | —    | —      | 1      | 1      |
| Total | Total        | 4    | 4      | 8      | 16     |